# 洛迦诺公约
《洛迦诺公约》（Locarno Treaties），又译《罗加诺公约》，是在1925年10月5日至16日欧洲多国在瑞士洛迦诺商議的七项协议，在同年12月1日于英国伦敦签署，隔年9月14日於日內瓦批准生效。一战中的欧洲協約國与中欧及东欧新兴国家尝试确认战后领土界线，并争取与战败的德国恢复正常关系。
1925年2月9日，德国外交部部長古斯塔夫·施特雷泽曼为求与西方国家改善关系，建议与各国确认根据1919年凡尔赛条约而定下的德国西部边界。因此，德国、英国与法国在同年夏季交换照会，开启协议先声。
条约的主要签署国是德国、法国、比利时、英国与意大利—前三国保证互不侵犯，而后两国则为此作保：如果前三国任何一者攻击另一国，所有其他签署国有责任保护遭到攻击的對象。
德国与法国和比利时签署仲裁协定；又与波兰和捷克斯洛伐克签署仲裁条约，保证将任何纷争转交到仲裁法庭或是由国际联盟主导的常設國際法院 (后来的国际法院) 审理。
法国也分别与波兰和捷克斯洛伐克签订条约，并承诺协助两国抵抗德国侵略。如此，新条约重新确认法国与两国分别在1921年2月19日和1924年1月25日签订的条约。
虽然东欧局势仍然紧张，洛迦诺公约仍被认为替1924年至1930年期间西欧各国关系改善提供了基础。公约的成功签订，很大程度上帮助德国在1926年成为国际联盟第六个常任会员国，并影响盟军在1930年6月完全撤出德国西部的莱茵兰。作为维持世界和平、鼓励国际合作的首个正式机构，国际联盟对德国的接纳，客观上创造了维持欧洲和平的契机。
然而，洛迦诺协定将苏联排除出局，加深了苏联对西方各国议和带来的孤立感。1922年，苏联曾借拉帕洛条约与德国外交正常化，而西欧各国在洛迦诺协定上的态度，无疑令苏联视之为各国拉拢德国封锁苏联的行动。
1930年代，随着大萧条与纳粹党的崛起，洛迦诺公约带来的友好氛围宣告幻灭。在1934年，纳粹主导下的德国明确反对确认东方边界，波兰则要求西方各国承认她在1921年里加条约从苏联得到的土地利益，“东方洛迦诺”的构想未能成功。1936年3月7日，纳粹德国进驻原本为非军事区的莱茵兰，洛迦诺公约事实上破产。

## 参看
- 凡尔赛条约
- 奧斯丁·張伯倫
- 阿里斯蒂德·白里安